# Zenona Rondomańska
Zenona Rondomańska (ur. 1 stycznia 1948 w Olsztynie) – polska specjalistka w zakresie teorii muzyki dr hab. nauk humanistycznych, profesor nadzwyczajny Katedry Chóralistyki i Edukacji Muzycznej Wydziału Dyrygentury, Jazzu i Edukacji Muzycznej Akademii Muzycznej im. Feliksa Nowowiejskiego w Bydgoszczy i Instytutu Muzyki Wydziału Sztuki Uniwersytetu Warmińskiego i Mazurskiego w Olsztynie.

## Życiorys
Studiowała na I Wydziale Kompozycji i Teorii Muzyki Państwowej w Wyższej Szkole Muzycznej w Gdańsku. Obroniła pracę doktorską, 20 grudnia 2004 habilitowała się na podstawie dorobku naukowego i pracy zatytułowanej Polska pieśń religijna na Warmii w latach 1795–1939. Otrzymała nominację profesorską.
Objęła funkcję profesora nadzwyczajnego w Instytucie Muzyki na Wydziale Sztuki Uniwersytetu Warmińskiego i Mazurskiego w Olsztynie, a także w Katedrze Chóralistyki i Edukacji Muzycznej na  Wydziale Dyrygentury, Jazzu i Edukacji Muzycznej Akademii Muzycznej im. Feliksa Nowowiejskiego w Bydgoszczy.

## Publikacje
- 1998: Polonica w katalogu muzykaliów świętolipskich[1]
- 1998: Królewieckie druki polskich śpiewników religijnych Kantera z XVIII wieku[1]
- 2003: "Zbiór pieśni nabożnych dla Warmii i Mazur" ks. Antoniego Sikorskiego[1]
- 2012: Tryptyk dla Fryderyka'[1]